# تپه گرد شیطان
تپه گرد شیطان مربوط به عصر مس است و در شهرستان پیرانشهر، بخش مرکزی، دهستان منگور غربی، روستای گرد شیطان واقع شده و این اثر در تاریخ ۲۵ آبان ۱۳۸۷ با شمارهٔ ثبت ۲۳۵۶۷ به‌عنوان یکی از آثار ملی ایران به ثبت رسیده است.